# Louis Henri II av Bourbon, prins de Condé
Louis Henri II av Bourbon, prins av Condé, född 13 april 1756 och död 30 augusti 1830, var en fransk prins. Han var son till Louis Joseph av Bourbon och Charlotte de Rohan. I sitt äktenskap med Bathilde av Orléans blev han far till Louis Antoine Henri de Bourbon, hertig av Enghien.
Condé emigrerade tillsammans med fadern och deltog i emigranternas militära företag. Under de hundra dagarna försökte han organisera ett uppror i Vendée. Condé levde därefter tillbakadraget och dog under oklara omständigheter.